# Charybdis japonica
Charybdis japonica är en kräftdjursart som först beskrevs av Alphonse Milne-Edwards 1861.  Charybdis japonica ingår i släktet Charybdis och familjen simkrabbor. Inga underarter finns listade i Catalogue of Life.

## Bildgalleri

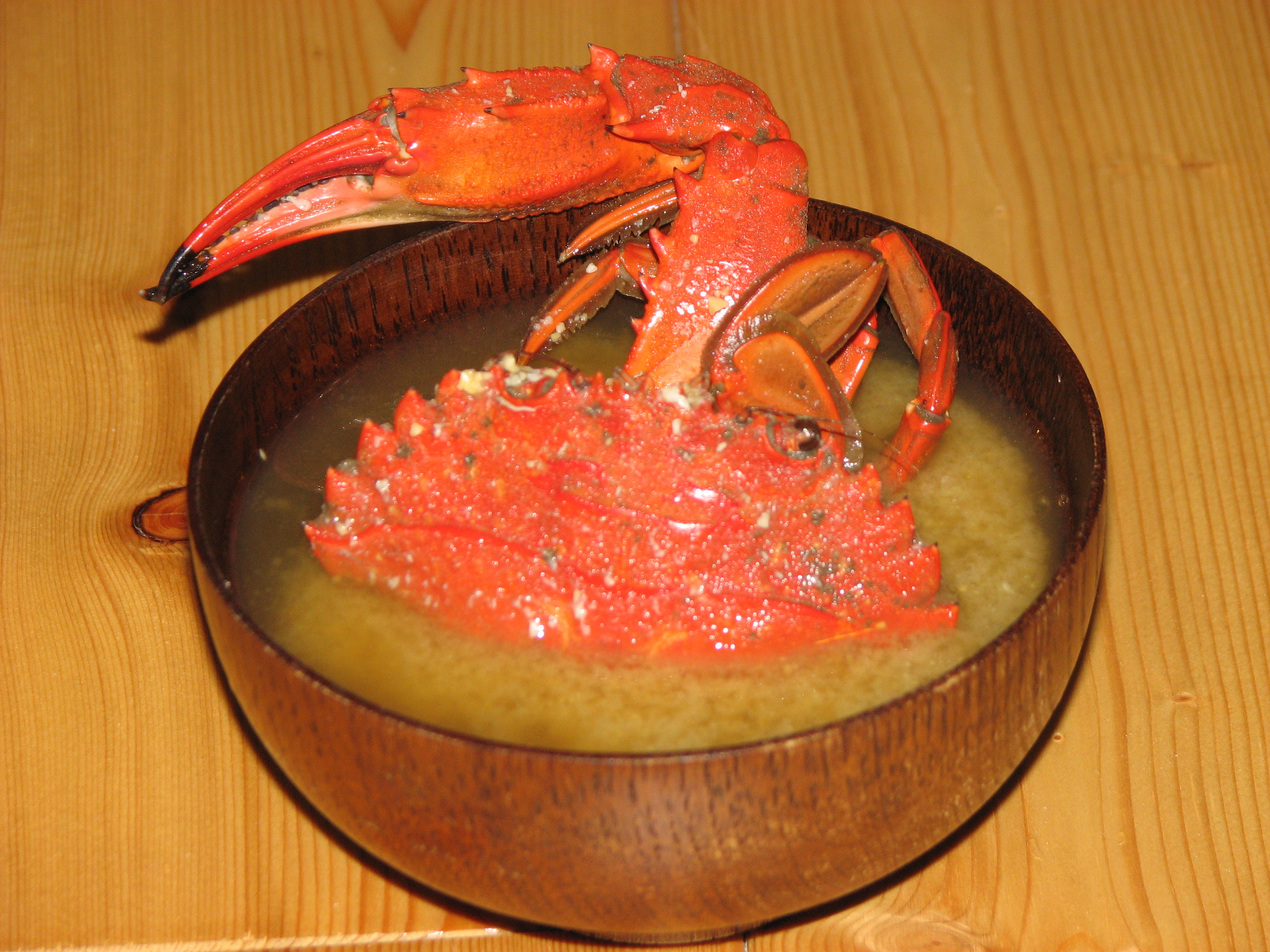
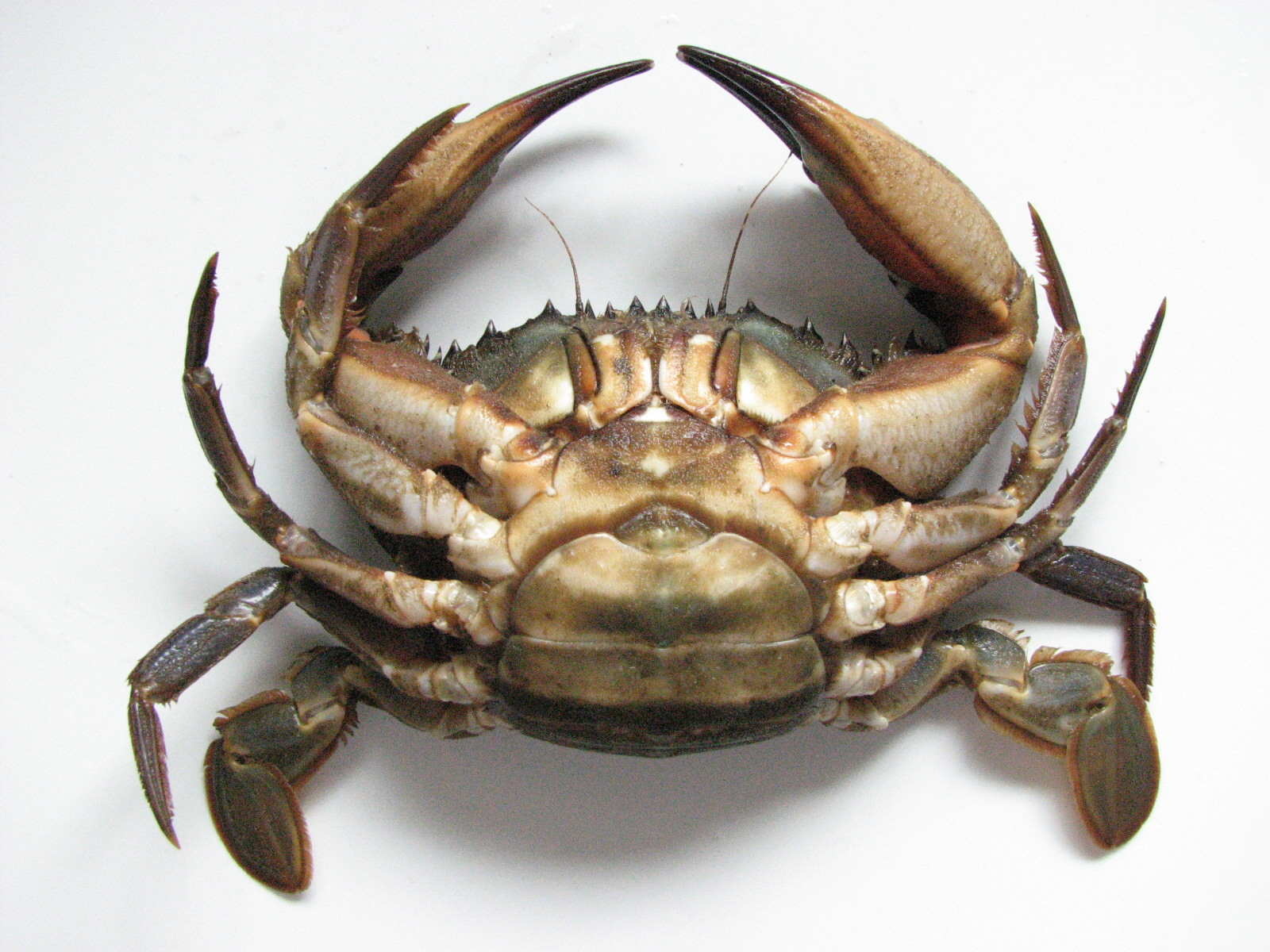
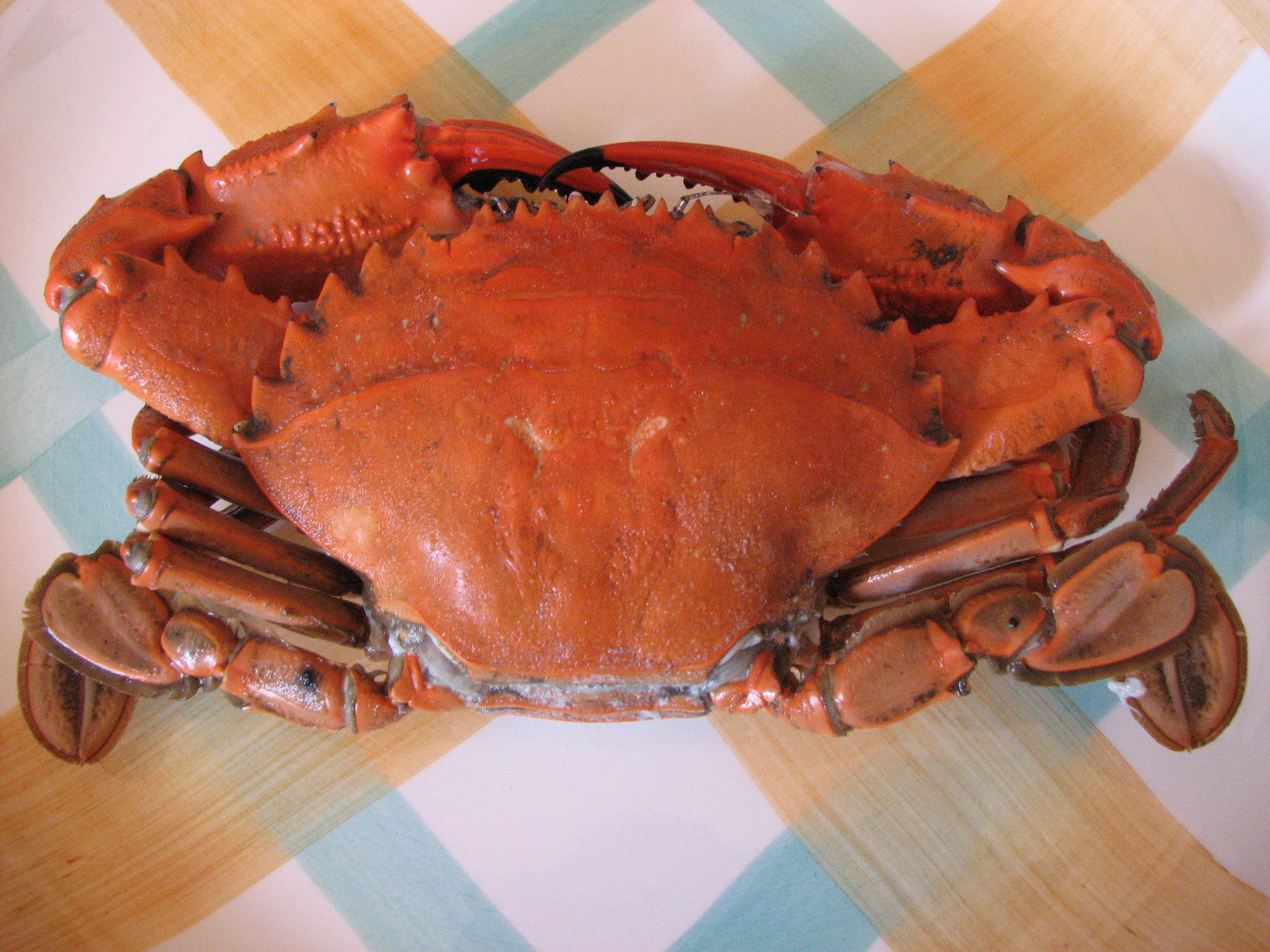